# Clino Trini Castelli
Clino Trini Castelli (Civitavecchia, 28 giugno 1944) è un designer e artista italiano.
Più conosciuto come Clino Castelli, è fratello del critico d'arte Tommaso Trini Castelli e marito della designer di moda Nanni Strada. È noto a livello internazionale per il suo lavoro di rinnovamento dei linguaggi plastici, perseguito attraverso il concetto di "noform". Rispetto all'uso dei tradizionali metodi compositivi, Castelli ha infatti privilegiato il progetto degli aspetti più intangibili della figurazione, come il colore e la materia, la luce e il suono. Ciò lo ha portato, fin dai primi anni Settanta, a essere uno dei primi a occuparsi della ricerca sull'identità emozionale dei prodotti nel settore industriale, sviluppata attraverso gli strumenti propri del Design Primario e del CMF design.

## Biografia
Clino Castelli si diploma alla Scuola Centrale Allievi Fiat di Torino nel 1961, iniziando a lavorare da subito al Centro Stile Fiat, per poi trasferirsi alla Olivetti di Milano nel 1964, nello studio di Ettore Sottsass. Parallelamente frequenta l’ambiente torinese della nascente Arte Povera, confrontandosi con artisti come Pistoletto, Gilardi e Boetti. A Milano scopre invece il mondo della moda che si andava formando intorno alla rivista Vogue Italia, sotto la direzione artistica di Flavio Lucchini: qui conosce Nanni Strada ed Elio Fiorucci, col quale fonda, nel 1967, la Intrapresa Design. Dal 1969 al 1973 sviluppa il programma della Corporate Identity di Olivetti creando i famosi Red Book, primi manuali sviluppati in forma di metaprogetto. Nel 1973 è co-direttore del Centro Design Montefibre e nel 1974, con Andrea Branzi e Massimo Morozzi, è socio fondatore della CDM, Consulenti Design Milano, che dal 1983 diventa Castelli Design. Dal 1978 al 1983 fonda e dirige il Colorterminal IVI di Milano, primo centro di ricerca e servizi sulle nuove tecnologie del colore RGB. Dall'attività del Colorterminal si è sviluppato il tema del CMF design (Colori, Materiali e Finiture). Parallelamente, con la formazione del Gruppo Colorscape, nel 1982, introduce nuovi strumenti strategici per la progettazione dell'immagine urbana. A cavallo degli anni Ottanta inizia una serie di durature collaborazioni con Louis Vuitton e con Vitra in Europa, con Herman Miller negli Stati Uniti e con Mitsubishi in Giappone. Pochi anni prima aveva ripreso la collaborazione con Fiat, che nel 1985 avrebbe portato alla nascita del Centro di Qualistica. In questo periodo riprende a lavorare anche con Olivetti sul programma Qualistic Compendium e, con Cassina, al planning CMF dell'intera gamma prodotti. Dagli anni Novanta avvia in Giappone diverse iniziative progettuali, tra cui quelle con Hitachi, Toli e Itoki. Nel contempo, in Europa, è tra i primi a misurarsi con il nuovo grande tema dell'automazione domestica (Domoscape): con BTicino, Legrand e Somfy. Nel 2000 fonda il Qualistic Lab, divisione di Castelli Design dedicata allo sviluppo di nuovi strumenti per il posizionamento emozionale di immagini e prodotti. In parallelo all'attività di progetto e di ricerca, Clino Castelli mantiene un costante impegno didattico in diverse scuole e università internazionali del design, tra cui il Politecnico di Milano. Nel 1983 è tra i fondatori della Domus Academy. È autore di numerose pubblicazioni sulla cultura del progetto e di articoli per importanti riviste internazionali di arte e design.

## Premi
- Premio Compasso d'Oro per Meraklon Sistema "Fibermatching 25", Centro Design Montefibre, 1979
- Premio Compasso d'Oro per Abito Politubolare, Calza Bloch, 1979
- Interior Design Magazine Annual Award for Showroom Design, Herman Miller. Neocon XV, Chicago, 1983
- IBD Product Design Gold Award per Color, Fabric, Finish Program for Seating, CMF Design per Fabric Collection, Herman Miller Inc., 1984
- Premio Intel Design '99 per il CMF Design dei prodotti Wood & Metal, Sfera Modulare e Metal & Metal, BTicino, 1999
- IF Product Design Gold Award per Hitachi Enterprise Server EP8000 Series, Hitachi, 2007
- IF Product Design Award 2011 per VSP - Virtual Storage Platform, Hitachi, 2011
- Machine Design Award 2011 Grand Prize, Japan / Ministry of Economy, Trade and Industry per VSP - Virtual Storage Platform, Hitachi, 2011